# 萨迈帕塔考古遗址
萨迈帕塔考古遗址是玻利維亞境內印加帝國建立之前的千年古山城，後爲印加帝國得以繼承與發展，其遺址是世界文化遺產。萨迈帕塔城由查内族（巴西泰雷纳族的兄弟民族）所建立，未被印加帝國同化的查内族最終爲瓜拉尼族（今巴拉圭、玻利維亞與阿根廷交界）所同化，並構成大查科瓜拉尼族的主要族源之一。
城西約20公里、今邁拉納城南1公里許有2014年被發現的迈拉纳金字锥塔。

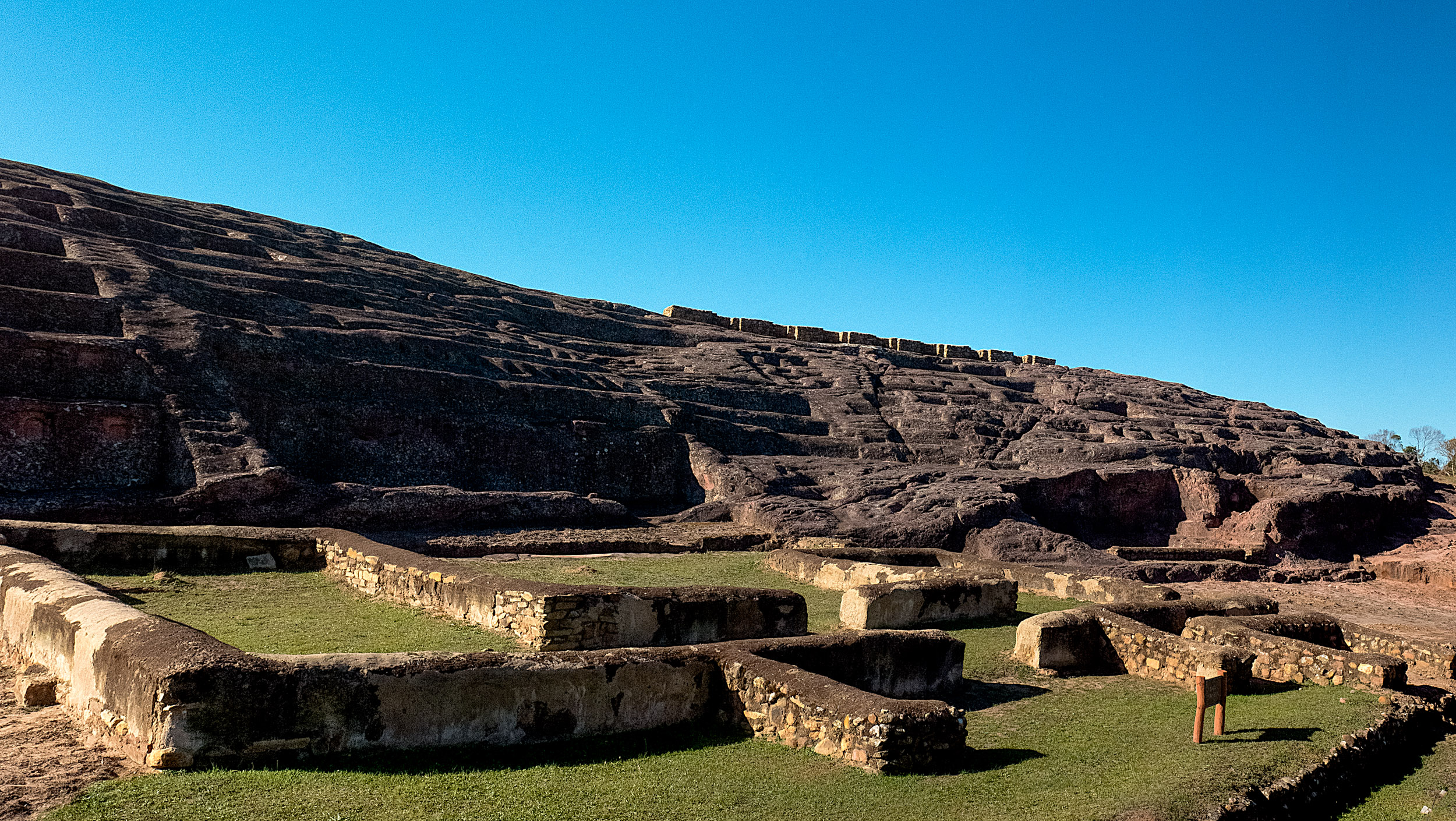
城垣近照